# Paseo de Reding
El Paseo de Reding es una vía que discurre en sentido oeste-este por el distrito Centro de la ciudad andaluza de Málaga, España. Se trata de una importante vía de comunicación entre el centro y la zona oriental de la ciudad que transcurre por la estrecha franja de terreno entre la ladera del monte Gibralfaro y el mar a lo largo de 450 metros.

## Origen del nombre
El Paseo de Reding recibe este nombre en honor al militar suizo Teodoro Reding, vencedor de la batalla de Bailén contra los invasores franceses en la Guerra de la Independencia Española y que fue gobernador militar de Málaga, responsable del derribo de parte de las murallas árabes que permitieron trazar la Alameda Principal y la Alameda de Colón.

## Historia
A partir de mediados del siglo XIX, hay numerosas solicitudes para construir viviendas en el Paseo de Reding. Se trataba fundamentalmente de sencillas casas de dos plantas con carácter pequeño burgués y popular de las que ya no queda ningún ejemplo. Los inmuebles del Paseo de Reding dieron el impulso definitivo a esta zona a partir de la década de los años 70 del siglo XIX cuando intervino, entre otros, el arquitecto Gerónimo Cuervo con la construcción de un grupo de viviendas unifamiliares de diseño y tipología unitaria, que se han constituido con el paso del tiempo como estructuras representativas de la organización urbana de ese sector. En paralelo, se irá produciendo la colmatación de los otros espacios, Avenida de Príes o Paseo de Sancha, en donde durante la década de los años 20 del siglo XX se proyectó uno de los inmuebles más celebrados, el Hotel Miramar, y la Avenida Pintor Joaquín Sorolla, donde cabe destacar de los numerosos hotelitos y villas que se construyeron, entre otros la Villa Onieva. La participación de arquitectos como Joaquín de Rucoba, Gerónimo Cuervo, Julio O'Brien, José María de Sancha y Fernando Guerrero Strachan pone de manifiesto el deseo de la burguesía más adinerada de contar con los arquitectos más destacados del período para llevar a cabo su segunda residencia, que será uno de los elementos emblemáticos que pulsarán para subrayar las diferencias de su estatus económico y social.

## Edificios notables

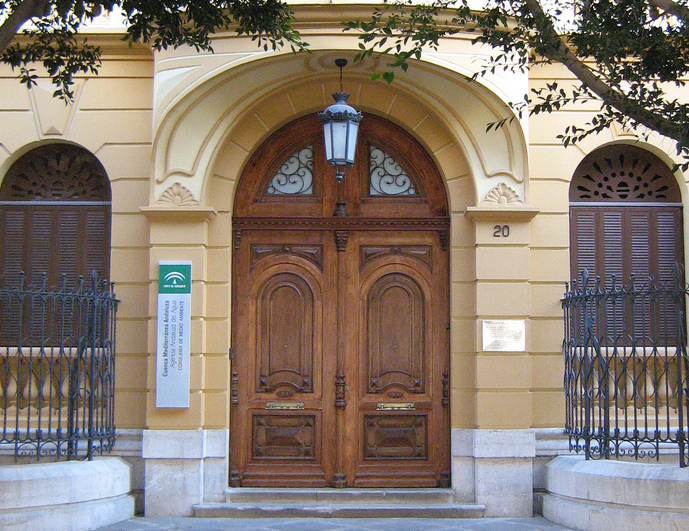
Entrada del Palacio de la Tinta

Esta vía cumple la función de límite entre los barrios de La Malagueta, al sur, y Campos Elíseos, al norte. A lo largo de su recorrido se encuentran varios edificios monumentales y de interés arquitectónico, como son el Museo del Patrimonio Municipal y las Casas de Félix Sáenz, en la parte norte, y el Hospital Noble, la plaza de toros de La Malagueta, Edificio Desfile del Amor, el Palacio de la Tinta y el Palacio Miramar, en el lado sur de la vía.

### N.º 15
La fachada de este edificio se organiza en cinco calles cuyos vanos son coincidentes y ofreciendo una composición ordenada. En la planta baja se ubica el portal de acceso a las viviendas, situado a la derecha, mientras que los cuatro accesos restantes pertenecen a diferentes comercios. El primer piso tiene cinco ventanas, cuatro de ellas recercadas con sencillas molduras con motivos florales en la parte superior y con balcones de hierro fundido que descansan sobre pareja de sencillas ménsulas, mientras que el otro balcón se cierra con un mirador de madera acristalado. En el segundo piso los balcones de las ventanas de las calles se sustituyen por pretiles. El tercer piso repite la misma organización y sólo dos ventanas disponen de pretiles. El tránsito entre cada planta se realiza mediante cornisas molduradas, rematándose la última con un sencillo alero. El tejado es de cerámica.
Destacan el uso de la rejería en los balcones superiores, que comparte los mismos modelos o similares del siglo XIX tan habituales en otras zonas de la ciudad, así como los cerramientos de los balcones. Además, es interesante cómo el inmueble sigue la organización espacial de la fachada de esta arquitectura de finales del siglo XIX y principios del XX, convirtiéndose en testigo de la evolución urbanística de este sector del Paseo de Reding y que observamos en otras zonas de la ciudad.

### N.º 17-19

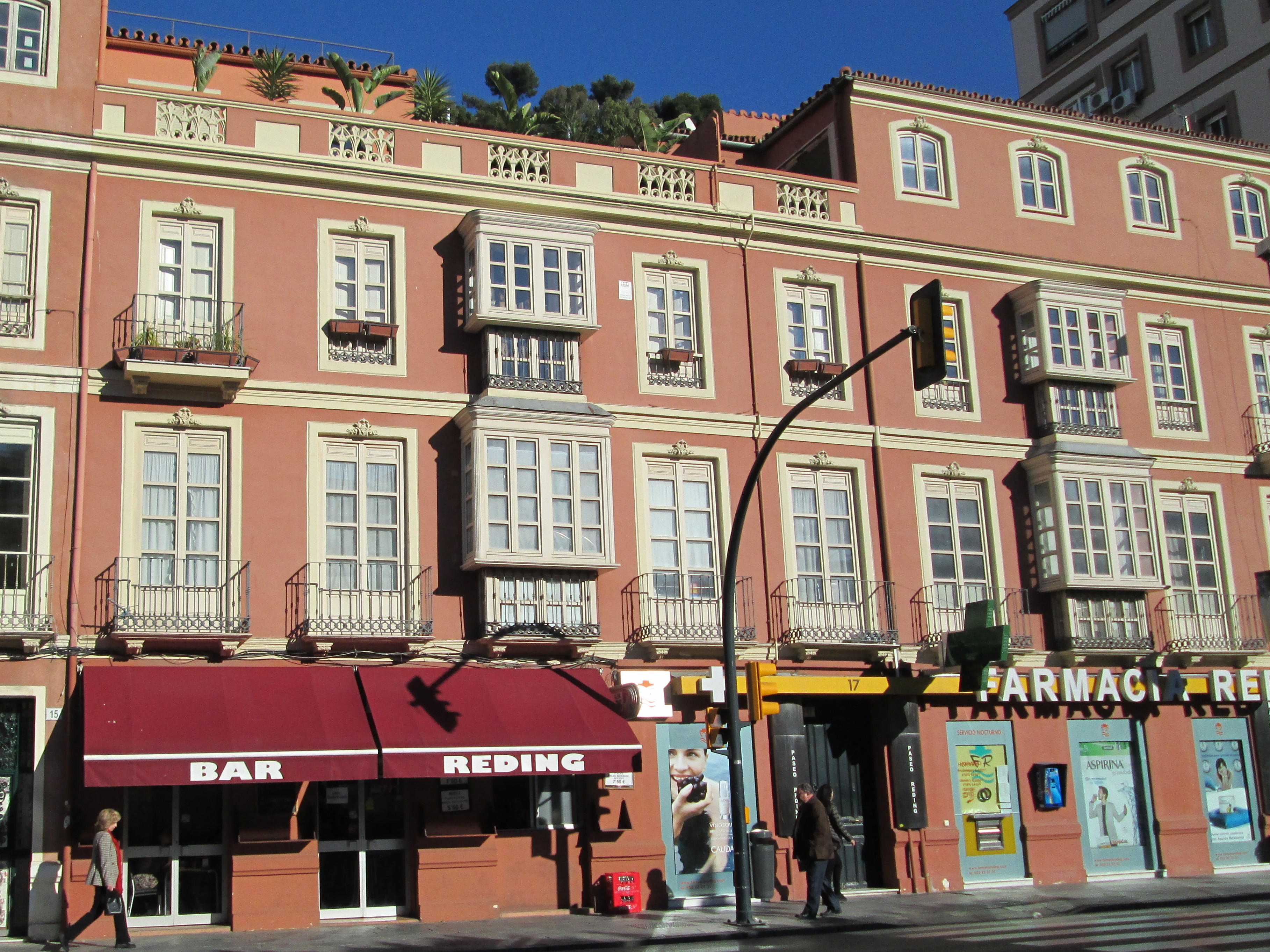
N.º 17

Son dos viviendas similares a las del núm. 15, aunque poseen una serie de particularidades. Presentan estructura de tres cuerpos, dos laterales de planta baja más dos alturas con terraza y uno central de planta baja más tres. En la planta baja el portal de la derecha da acceso a las viviendas, mientras que los cuatro vanos restantes son los accesos a los comercios. Hasta la segunda planta presenta una unidad compositiva, consistente en una serie de balcones que descansan sobre sencillas parejas de ménsulas con sus pretiles de hierro fundido recercados en el frontis por molduras vegetales. En el cuerpo central uno de los balcones está sustituido por el característico cierro de madera acristalado que en la segunda planta ha desaparecido, creando una secuencia compositiva con los demás cierros. En cambio el cuerpo de la derecha marca la diferencia respecto al resto de los balcones, escogiendo el tipo panzudo o preñado.
El paso de una planta a otra se hace mediante entablamento moldurado. Los dos cuerpos laterales disponen de terraza en donde destacan los arcos entrecruzados apuntados decorados con elementos geométricos en la parte inferior. En el de la derecha se ha elevado un cuerpo más, rompiendo la simetría compositiva. La tercera planta del cuerpo central unifica todos sus vanos con recercados rematados por molduras vegetales.
Destacan el uso de rejas en los balcones superiores compartiendo modelos de rejería del siglo XIX, tan habituales en otras zonas de la ciudad, así como los cerramientos. Además, es interesante cómo el inmueble sigue la organización espacial de la fachada típica de esta arquitectura de finales del siglo XIX y principios del XX.